# 阿尔察赫共产党
阿尔察赫共产党是阿尔察赫共和国历史上的一个共产主义政党。该党的意识形态是共产主义、马克思列宁主义。该党的政治立场是左翼。该党的总部位于斯捷潘纳克特。该党出版刊物《阿尔察赫共产党人》，有亚美尼亚语和俄语两种版本。